# Correlato objetivo
El correlato objetivo o correlativo objetivo (objective correlative, en inglés) es una técnica literaria que consiste en el empleo de imágenes poéticas de modo sucesivo, al igual que diapositivas, para producir una sensación de análisis que debe ser completado por la inteligencia del lector. Su correspondencia en pintura es el cubismo. 
El término fue usado por primera vez, hacia 1840, por el poeta y pintor estadounidense Washington Allston, en el prólogo de sus Lectures on Art ("Lecturas sobre arte").
El introductor de esta técnica en poesía es el poeta anglo-estadounidense T. S. Eliot.

La expresión correlato objetivo aparece en mi ensayo "Hamlet y sus problemas", y quizás no estuviera yo del todo libre de culpa de querer adoptar una actitud provocativa(...) estoy seguro de que mis teorías son epifenómenos de mis gustos, y ello es así en cuanto que son fruto de mi experiencia directa con aquellos autores que influyeron profundamente en lo que escribí.
ensayo "Criticar al crítico"

Eliot se basaba en la idea de que el arte no debe ser una expresión personal, sino que debe funcionar a través de símbolos universales. Proponía buscar un objeto o grupo de objetos con gran poder evocador. De esa manera trataba de mostrar, de la manera más gráfica posible, determinadas imágenes o realidades a fin de suscitar en el lector la emoción y la idea elegidas. Ejemplo:

Ciudad irreal,
bajo la niebla parda de un amanecer de invierno,
una multitud fluía por el Puente de Londres, tantos,
no creí que la muerte hubiese deshecho a tantos.
La tierra baldía

En el artículo "Hamlet y sus problemas", Eliot lo explica de esta forma:

La única manera de expresar la emoción en forma de arte es encontrando un "correlato objetivo"; dicho de otro modo, un grupo de objetos, una situación, una cadena de acontecimientos que habrán de ser la fórmula de esa emoción concreta; de modo que cuando los hechos externos, que deben terminar en una experiencia sensorial, se den, se evoque inmediatamente la emoción (...) La inevitabilidad artística radica en esta adecuación completa de lo externo a la emoción.